# Lucha Villa

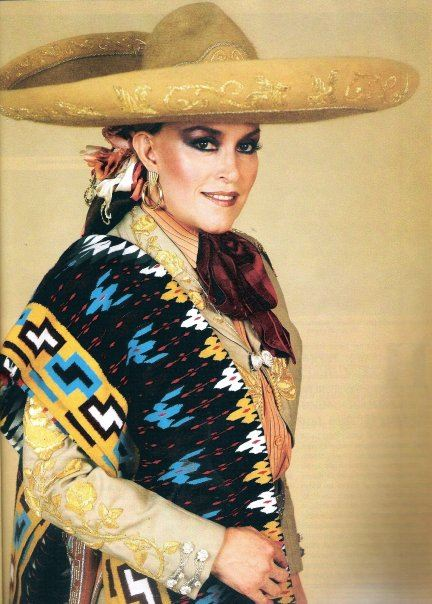
Lucha Villa

Lucha Villa (Luz Elena Ruiz Bejarano; * 30. November 1936 in Camargo/Chihuahua) ist eine mexikanische Sängerin und Schauspielerin.
Bejarano gewann in ihrer Jugend mehrere Talentwettbewerbe. Ihren Künstlernamen erhielt sie von dem Fernsehproduzenten Luis Dillon. Ihren ersten großen Hit hatte sie mit ihrer Version von José Alfredo Jiménez’ Media Vuelta. Als Schauspielerin wurde sie nach kleinen Nebenrollen 1965 mit dem Film El Gallo de Oro berühmt. In den 1960er, 1970er und 1980er Jahren nahm sie Dutzende Alben auf und wirkte in Dutzenden Filmen mit, darunter der mit einem Premio Ariel ausgezeichneten Screwball-Komödie Mecánica Nacional.  Als Ranchera-Sängerin wurde sie populärer als Lola Beltrán. Juan Gabriel produzierte 1996 mit ihr, Lola Beltran und Amalia Mendoza das Album Las Tres Señoras.